# Buddha Bar
A Buddha Bar egy exkluzív bár és étterem Párizsban, a Boissy-d’Anglas úton. Specialitása az ázsiai konyha. A két szintes belső tér meghatározó látványossága a hatalmas Buddha-szobor. Az étterem eredetiségét az ételek és a látvány mellett a zene adja.
Buddha Bar étterem Párizs mellett a világ több városában is nyílt az elmúlt időszakban. A vendéglők mellett immár a Buddha-Bar névvel fémjelzett luxushotel is megnyitotta kapuját Prágában, másodikként Budapesten, 2012-ben. Hamarosan több világvárosban is megjelennek az impozáns szállodák. Jelenleg a következő városokban találkozhatunk éttermekkel: Bejrút (Libanon), Kairó (Egyiptom), Dubaj (Egyesült Arab Emirségek), Jakarta (Indonézia), Kijev (Ukrajna), London (Egyesült Királyság), Monte-Carlo (Monaco), Prága (Csehország) (hotel is), Sao Paolo (Brazília), Sanghaj (Kína), Washington (USA), 2011-ben a következő városokban nyílnak hotel+étterem kombók: Budapest, Panamaváros (Panama), Párizs (Franciaország), Shal Hasheesh (Egyiptom)
A Buddha Bar címmel megjelent zenei válogatás CD-k önálló márkát képviselnek. Egy részük David Visan munkája (Raymond Visan fia, aki 1996-ban nyitotta a bárt). Ezek túlnyomórészt „háttérzenék”, melyek a vendéglőben hallhatók. A sorozat első darabjait Claude Challe készítette. A Buddha Bar CD-k közös jellemzője, hogy a lemezeken szereplő zeneszámok sajátos stílust képviselnek: különböző népek (arab, távol-keleti, latin stb.) autentikus zenei motívumai, a világzene és a modern elektronikus zenék keverékei. További közös jellemző, hogy az 1. CD-re vacsorához, iszogatáshoz illő dallamos, megnyugtató chillout muzsikák kerülnek; míg a 2. CD-n dinamikus, ritmusos a vacsora utáni bulizáshoz, partyhoz való technós zenék képviselteik magukat. A zenei CD-khez kapcsolódóan DVD is megjelent.
Buddha-Bar Koncepció
Több mint 20 éve már, hogy az első Buddha-Bar megnyitotta kapuit – s egy világsiker indult el hódító útjára. Az ázsiai-fúziós konyha, az extravaganciával megálmodott hotelek, az élmény spa-k és beauty centerek, és persze az emblematikus Buddha-Bar-zenék jelenleg 25 országban csábítanak – s töretlenül fejlődik és gyarapodik a sikertörténet számos pontján a világnak. Büszkén és örömmel választjuk a járatlan utakat, s viszünk új színt a vendéglátásba: a Buddha-Bar hotelkoncepciója exkluzív menedéket kínál vendégei számára a szürkeség és a hétköznapok elől. Mindezt teszi franciás tökéllyel, Ázsia utánozhatatlan nyugalmával, bölcsességével és vendégszeretetével.
A Buddha-Bar Zene
Ma már nem kell messzire utaznia, hogy élvezhesse a Buddha-Bar semmivel össze nem téveszthető hangzásvilágát. E különleges zenét avantgarde és innovatív hatások járják át. Nem más ez, mint megkapó electro-ethnic ritmusok és törzsi dallamok lüktető, finom harmóniája.
A Buddha-Bar rezidens DJ-i világkörüli útra invitálják a zene szerelmeseit a Buddha-Bar Lounge-ban. A képzeletbeli utazás Latin-Amerikából indul, a mediterrán térség érintésével, hogy végül megérkezzen a Közel-Keletre.

## Diszkográfia

### Buddha Bar I (1999)
Válogatás: Claude Challe
- CD1 (Dinner)

1. Craig Armstrong – Weather Storm
2. Sina Vodjani – Straight To The Heart
3. Deepak Ram – Kitu
4. Tulku – Anni Rose
5. Zehava Ben – What Will Be
6. Zohar – The Merciful One
7. Pink Martini – La Soledad
8. Aria – Un Bel Di
9. Zen Men – Une Table A Trois
10. Zen Men – El Fuego
11. Anima Sound System – Shalom
12. Jai Uttal – Guru Bramha
13. Tulku – Meena Devi
14. Ayishen – Gipsy Kings & Moustafa Amar

- CD2 (Party)

1. Anima Sound System – 68 (Original Mix)
2. Le Duc – Touareg
3. MKL Vs Soy Sos – Skin (Abstract Mix)
4. Faithless – Drifting Away (Paradiso Mix)
5. Intro – Psique
6. Kevin Yost – Two Wrongs Making It Right
7. Huff And Herb – Feeling Good
8. So Emotional – All By Myself
9. Byron Stingily – Flying High (Brazilian Vocal Mix)
10. Nusrath Fateh Ali Khan – Piya Re Piya Re (Remix)
11. Etti Ankry – Eshebo
12. Malik Adouane – Shaft
13. Metin Arolat – Elveda
14. Willy De Ville – Demasiado Corazon (Live Version)

### Buddha Bar II (2000)
Válogatás: Claude Challe
- CD1 (Dinner)

1. Trumpet Thing – Need You Right Now (Ambient Mix)
2. Omar Faruk Tekbilek – I Love You
3. Consuelo Luz – Los Biblicos The Nightingales
4. Karunesh – Alibaba
5. Deepak Chopra (feat. Demi Moore) – Desire
6. Govinda – In Through Time
7. Oliver Shanti & Friends – Onon Mweng (Rainbird)
8. Atman – Spirit
9. Deadbeats – Funky For You
10. De-Phazze – Mambo Craze (feat. Pat Appleton)
11. Nino – Amor Amor
12. Sa Trincha – Smell Of Paradise
13. Intro – Farruca
14. Funky Lowlives – Notabossa

- CD2 (Party)

1. Sun Trust – How Insensitive
2. Rollercone – Daydreaming
3. Wally Brill – A Loop In Time (Banco De Gaia Remix)
4. La Roca – Drama Of Japan
5. Great Barrier – Cairo (Duke Monster Mix)
6. Angel Tears - Inshalla (Ya Salam)
7. Dzihan & Kamien – After
8. Sidestepper – Logozo
9. Suba – Felicidade
10. Kerrie Chandler & Joe Clausell – Escravos De Jo
11. Soul Ascendants – The String Thing
12. Attaboy – New World

### Buddha Bar III (2001)
Válogatás: Ravin
- CD 1 (Dream )

1. Nicos – Secret Love
2. John Kaizan Neptune – Golden Lotus
3. Yorgos Kazantzis – Sorocos
4. Karunesh – Solitude
5. Platon Andritsakis – Via Payuta III
6. Manuel Franjo – Solo Por Tu Amor
7. Gustavo Montesano & The Royal Philharmonic Orchestra – Tango Serenato De Schubert
8. Adrian Enescu – Invisible Movies (Part 1)
9. Deepak Ram – A Night In Lenasia
10. Amr Diab – Tamally Maak
11. Frederick Rousseau – Danya
12. Eden – Mavis
13. Oliver Shanti & Friends – Sacral Nirvana
14. Jesse Cook – On Walks The Night

- CD 2 (Joy)

1. Gotan Project – Triptico
2. Zeb – Sufism
3. Osman Ismem – Kale
4. Freeman – My Dear Masters
5. Ekova – Starlight In Daden (Aurora Remix)
6. Talvin Singh – Veena
7. Ravi Prasad – Indian Gipsy
8. Hasan Cihat Orter – Flirting Shadows (Sehnaz Longa)
9. Anna Vissi – Den Me Agapas
10. Nacho Sotomayor – Don't Do Anything
11. Badmarsh & Shri – Sitar Ritual
12. Kodo – Strobe's Nanafushi (Satori Mix)
13. Livin' In Da Ghetto (Featuring Moktar) – Arabian Song (Da Ghetto Fuckiro Club)

### Buddha Bar Amnesty International (2001)
Produced by Jean-Pierre Danel
| - CD 1 1. Col Vert - Bielka Nemirovski 2. Love Secret - Makis Ablianitis 3. Sutukung - Organic Grooves 4. Balafia - Cantoma 5. Adios Andalucia - Eric Fernandez 6. The Love Dance - Mystic Diversions 7. Roshni - Mungal 8. Tears For Yazd - The Amalgamation Of Soundz 9. Maid Aigoot Muimma Eallin (2001 B Laswell Remix) - Mari Boine 10. Breathing Light - Nitin Sawhney 11. Weghalawtac - Amr Diab 12. Zambra Rmx - Francisco & Nacho Satomayor 13. Cha Cha Cha - Mo'Horizons 14. How Fare This Spot - Sarah Brightman | - CD 2 1. Moliendo Cafe (Grand Tourism Remix) - Wayna Taki 2. Hozer (Playin' 4 The City Remix) - Fikret Erkol 3. El Hilwadi (Sporto Kantes Remix) - Ahmed Abdalia 4. Ambala (Dzhian & Kamien Remix) - Pramod Upadyaya 5. (Religion Song) Hommage A Bouddha (Oxymore Remix) - Chen Xin Qi 6. Thien Mi Ti Ai (Eternal love Remix By DJ Wild Aka Mr. Haze) - Sally 7. Allah Y Atik Bissabar Sennia Ul Bir (Mazi's Audio Aoul Remix) - Anelo Capuano 8. Mantra Chanting (P & C Remix) - Dorjee 9. Shankara (Dan Curtin Remix) - Prabhu Dhakal 10. Pure Land (BJQ Remix) - Tsering Choedon 11. Popozo (Swan Soul Remix) - Luckson Padeau 12. Ganesh (Remixed By Nick Nice & Synergy) - Norbu Sherpa 13. Thadhami (Frank Nigel Remix) - Shwe Yee Win |

### Buddha Bar IV (2002)
Válogatás: David Visan
- CD 1 (Dinner)

1. Frederick Rousseau – La Fille De Pekin
2. Tibet Project – Tibet (A Passage To…)
3. Jade Or – Opium
4. Nitin Sawhney – Moonrise
5. Nash Didan – A Window Of My Dreams
6. Agricantus – Amatevi
7. Manuel Franjo – Tiempo
8. Guadalupe Pineda Con Los Tres Ases – Historia De Un Amor
9. Armen Chakmakian – Distant Lands
10. Nickodemus – Desert Dancer (Zeb's Slow Camel Ride Remix)
11. Flam – Monsoon
12. Tulku – Rahda Ramana
13. Natassa Theodoridou – Tora To Thimithikes
14. Gotan Project – Una Musica Brutal

- CD 2 (Drink)

1. Outsized – Karma (Extended Mix)
2. Time Passing – Party People
3. Panjabi MC – Mundian To Bach Ke
4. Ishtar – Comme Toi
5. Chris Spheeris – Dancing With The Muse
6. David Visan And Carlos Campos – Irish Coffee
7. Llorca – The Novel Sound
8. Loving Paris – Loco
9. Roland Louis – Percussion's Rhythm (Dimitri from Paris Re-Edit)
10. Dan Lacksman's Alliance – Louxor In Vegas
11. Angie Samiou – Agoraki Mou
12. Amr Diab – Aktar Wahed
13. Celia Cruz – Yo Vivire (I Will Survive)
14. Usual Masters – Nocturne In Paris

### Buddha Bar V (2003)
Válogatás: David Visan
- CD 1 (Dinner)

1. Jade Or feat. Bielka Nemirovski – Nie Kantshaietsa
2. Míkisz Theodorákisz – I've Kept A Hold Of My Life
3. Refractory Feat J-c- Sindress & Youn Sun Nah - Road
4. Trumpet Thing – Far Away
5. Mystic Rhythms Band – Gesso's Guitar Song
6. Angelique Kidjo – Lemanja
7. Elie Karam – Baadima
8. David Visan & Mickael Winter feat. Ani Choying Drolma – Tamtra Tibet
9. Mariza – Loucura
10. Maria Papadopoulou – Maskaremeni
11. David Visan & Carlos Campos – Indra Story
12. Laurent Dury – Silk Road
13. Alihan Samedov – Sen Gelmez Oldun
14. Frederick Rousseau – Princess W. Cheng
15. Operatica – Mon Amour

- CD 2 (Drink)

1. Emma Shapplin – La Notte Etterna
2. Dzihan & Kamien – Just You & I
3. Sarma – Muel
4. DJ Disse – Egyptian Disco(Buddha Bar edit)
5. Gipsyland - Safaam
6. Mondo Candido – Meglio Stasera
7. Latour – Blue
8. Despina Vandi – Gia
9. Giampiero Ponte feat. Moran – Sphynx (club mix)
10. Julie – Blinded
11. David Visan - Czardas
12. Rubin Steiner – Wunderlande
13. Ritchie Lawrence – Lawrence d'Arabie (Ambient mix)

### Buddha Bar VI (2004)
Válogatás: Ravin
- CD 1 (Rebirth)

1. B-Tribe – Angel Voices (Rebirth Mix)
2. Giant Leap – The Way You Dream
3. Dolphin Boy – Shake It Loose
4. Daniel Masson – Sonargaon
5. Deew – She Will Never Learn
6. Erik Satie – Gnossienne No. 1 (Buddha Bar Remix)
7. Cellar 55 – Por-Do-Sol
8. Ryukyu Underground – Kanasando (Rebirth Remix)
9. Ganga – Chair
10. Dos Hombres – The Alkemyst
11. Slow Train – Naturally
12. Quicksound – Cold Winter
13. Touch And Go – Straight To…Number One (Dreamcatcher's remix)
14. Cantoma – Essarai

- CD 2 (Rejoice)

1. Baul Dimension – Bangla Soul
2. Table vs. Ludovico Einaudi – Memory
3. Slow Train – Trail Of Dawn
4. Loopless – Pink Blue Hotel
5. Telepopmusik – Breathe (Banzai Republic's X-Hale Remix)
6. Sarah Vaughan – Whatever Lola Wants (Gotan Project Remix)
7. Bliss – Manvantara
8. Baul Dimension – Baul Dimension
9. Afterlife – Sunrise (DJ Thunda & K-20 Allstars Mix)
10. PQM Feat Pilgrim Soul– Nameless
11. Casa Flava – De Moma De (Paris & Sharp Remix)
12. Perfect Sense – Bumba (Stereo Sax Mix)

### Buddha Bar VII (2005)
Válogatás: Ravin és David Visan
- CD 1 (Sarod)

1. Bliss – Breathe
2. My Phuong Nguyen & Thierry David – Huong Vietnam
3. Riccardo Eberspacher – Light Signs
4. Al-Pha X – An Indian Summer
5. Afterlife Feat Dannii Minogue – Take me Inside
6. Ustad Sultan Khan – Aja Maji
7. Bigtétény`s Finest – Lovasok A Szakadék Felé
8. Frederico Aubele – Postales
9. Vargo – The Moment
10. Salif Keita – Moussoulou
11. Jose Padilla – Light my Heart
12. Bebel Gilberto – Aganju
13. Ramasutra – Magma Mama
14. Peppe Barra – Core Nire
15. Da Lata – Distracted Minds
16. Laidback – Happy Dreamer

- CD 2 (Sarangi)

1. Kirpi – The Song
2. Sainkho Namtchylak – Ohm Suaa (Remixed by Martin Morales)
3. Lonesome Echo feat. Mutabaraku – Spirit of Drums (Sumo Afrobounce Remix)
4. DJ Nasha – Flute Fantasy
5. Ryukyu Underground – Mo Ashibi (Jason Bentley Remix)
6. Supervielle – Perfume (Remixed by Campo)
7. Mambayaga Project – Joy on a Stick
8. King Britt presents Oba Funke – Uzoamaka
9. Phatjak vs. DJ Hamoodi – Ritmo Caliente
10. Harem - Medusa
11. Mo' Horizons – Drum'n Boogaloo (Full Vocal Mix)
12. Mmambayaga Project – Clockwork (Shantel vs Mahala Rai Banda Remix)
13. Tito Rodríguez – Mama Guela (STUHR Remix)
14. Les Négresses Vertes – Sous Le Soleil De Bodega (Bodega Di Moko)

### Buddha Bar VIII (2006)
Válogatás: Sam Popat
- CD 1 (Paris)

1. Sanja Illic and Balkanika – Korana
2. Naomi – White
3. Ailhan Samedov – Son Nefes (Deep mix)
4. Panjabi Hit Squad – Hasdi Hasdi (Hit Squad mix)
5. Antaeus – Palm of the Prophet
6. Out of Phase – Desire (Tiger mix 2006)
7. Yasmin Levy – Madre, Si Hesto Hazina
8. Pompon Finkelstein – Lost in Reflection (la Forza Del Destino by G. Verdi)
9. Shubha Mudgal - The Awakening
10. Shpongle – Once Upon The Sea Of Blissful Awareness
11. Sam Popat & Alexandre Scheffer – Golden Ring
12. Nomadix – Chura Liya
13. Elkin Marin – Wallanwala
14. Stefano Saletti & Piccola Banda Ikona – Tagama
15. Alhoeverah – Tan Cañi

- CD 2 (New York)

1. Angel Tears – Mystic Desire
2. Vasilia – Oblak / Cloud
3. Ensemble Ethnique – Asilah
4. DJ Bool presents Jerk House Connection – Mother Blues
5. Belladonna – Ebatule
6. Sanja Ilic and Balkanika – Balkan Vocals
7. Alberto Beto Una – Angels in the Desert (Original Profundo mix)
8. Bongoloverz featuring Ursula Cuesta – La Esperanza (Hope and Faith)
9. Dan Marciano – Good Morning Paris (Dr Kucho remix)
10. Kirpi – My Name is Kirpi
11. Orient Expressions – Istanbul 1:26 a.m.
12. Biber – Turta
13. Sam Popat & Alexandre Scheffer – Dil Mera
14. Yves Larock – Nomadic Knights
15. Schiller – I Feel You

### Buddha Bar IX (2007)
Válogatás: Ravin
- CD 1 (Royal Victoria)

1. Bardo State – Sospiro
2. Mystic Diversions – Flight BA0247
3. Amanaska – Sleep
4. Hess is more – Yes Boss
5. Koop – Koop Island Blues
6. Eccodek – Mongolia On The Line
7. Serafim Tsotsonis – Wood Street
8. Existence – Heart Beat Of Life
9. The Lushlife Project – Essence Of Our Origins
10. Michalis Koumbios – Astradeni
11. York ft. Ashemi – Iceflowers
12. David Lowe’s Dreamcatcher – I Know Jayne
13. Nikonn – Sunday
14. Kenneth Bager ft. Julee Cruise – Fragment Two…The First Picture
15. Burhan Ocal – Bugu Jazz

- CD 2 (Barons Court)

1. Sunset Blvd – Mrs Daisy May
2. Cosmic Orient – La Pila
3. Djuma Soundsystem – Les Djinns (Trentemoller Remix)
4. Carmen Rizzo ft. Grant Lee Phillips – As The Day Breaks (Montreal Remix)
5. Massivan – Daydream
6. Cirque Du Soleil – Africa (Quicksound / Alain Vinet Remix)
7. Rocco – Roots 34 Acid?
8. Passion Of Percussion – Last Chance
9. Novalima – Machete
10. Parov Stelar – Chambermaid Swing
11. Moustafa Amar – Msh awedak

### Buddha Bar X. (2008)
Válogatás: DJ Ravin
- CD1 (Xiangqi)

1. Nitin Sawnhey feat. The London Symphony Orchestra - Songbird
2. Thierry David - Song Of Freedom
3. Jaime Torres - El Humahuaqueño
4. Temple of Sound feat. Natacha Atlas - City Of God
5. Czech Philharmonic Chamber Orchestra feat. Sophie Solomon - Love Theme From Ben Hur (Bombay Dub Orchestra Remix)
6. Samo Zaen - Tonight
7. Gaudi & Nusrat Fateh Ali Khan - Bethe Bethe Kese Kese
8. Cantoma - Maja
9. Van Daler & Low Pressure feat. Natasja Saad - Real Love
10. Özgür Sakar a.k.a Misda Oz vs Mercan Dede - Ab-I Beka
11. Waldeck - Get Up... Carmen
12. Nikko Patrelakis - Arco Iris
13. Ralph Myerz feat. Pee Wee - My Darling
14. Bebo Best & The Super Lounge Orchestra - Life Is On The Sea
15. The Real Tuesday Weld - Kix
16. Pochill - Violet Theme
17. Nicolaj Grandjean - Heroes & Saints

- CD2 (Weiqi)

1. DJ A feat. Sonia - Anazitisi (Quest)
2. Lulu Rouge - Bless You
3. Azam Ali - Endless Reverie (Bentey and Smitty Mix)
4. Markus Enochson with Masaya - For You To See (Tiger Stripes Vocal Remix)
5. Kaya Project - Salaam (Remix For Irina Mikhailova)
6. Damien Draghici & Emanuele Arnone - Let Love Go
7. Buscemi - Sahib Balkan
8. Lanoiraude - Khen Hook
9. Pier Bucci - Hay Consuelo (Samim Remix)
10. Shantel - Immigrant Child
11. Giorgio Giordano - Amazzonia
12. Jan Driver - Kardamoon
13. Shaman’s Dream - Rakandao (Remix)
14. DJ Disse feat. Will Buhrkall - Break On Through
15. Jerry Dimmer - Flavia

### Buddha Bar XI. (2009)
Válogatás: DJ Ravin
- CD1 (Lavra)

1. Niyaz - Iman
2. The Bombay Dub Orchestra - Journey
3. Riccardo Eberspacher - Setira
4. Ayoe Angelica - Dr Jekyll
5. Christos Stylianou feat. Maria Latsinou - Smell of Roses (V-Sag Dub Mix)
6. Carlos Campos & Ravin - Kiyamah
7. Nitin Sawhney feat. Ojos de Brujo - Shadowland
8. Mathieu & Florzinho - Maha-Amba
9. Astyplaz - Zaira
10. Sarma - Falling Stars
11. DJ Disse & Batina Bager feat. Fred Astaire - Cheek to Cheek
12. Sunset Blvd - Loving You
13. Angel Tears - Purple Orchid
14. Woolfy vs Projections - We Were There
15. Nina & Chris present Zeep - Agua
16. Serafim Tsotsonis - Small 2
17. Mlle Caro & Franck Garcia - Mon Ange

- CD2 (Khreschatik)

1. Bahramji feat. Mashti - My Life
2. Dj A - Piano Dream
3. Rucyl - Love In War (Pete Gust KID Remix)
4. Asli Güngör & Ferhat Göcer - Kalp Kalbe Karsi Hsyn Krdy Remix
5. Silky Sunday - Friend (Sandy Rivera Remix)
6. Glender - Echoes
7. Dave Seaman - Gobbledygook Remixes (Funkagenda Repulse Mix)
8. Riham - Erja Ya Habebi (Dj Srulik Einhorn Remix)
9. Loreena McKennitt - Marrakesh Night Market (V-Sag Remix)
10. DJ Danjer feat. Ash - My Danjer Sound
11. De-Tuned - Sitar
12. DJ Tatana - Spring Breeze (Martin Roth SummerStyle Remix)
13. Sumo feat. Rigas - Tribute
14. Taho - Shambhalla (WiNK Interpretation)
15. Orkidea and David West - God’s Garden

A Buddha Bar XI. lemezét a Plázs FM rendszeresen játssza!

### Buddha Bar XII. (2010)
Válogatás: DJ Ravin
- CD1 (La Vie En Rose)

1. Bliss - Overture
2. Goya Project - Lamento (Sunset Rework)
3. Ambray - Maya
4. Shaheen Sheik - Here We Go (SoulAvenue Erhu Blues Mix)
5. Cantoma - Viusu
6. Caravan Palace - Ended With The Night
7. Lal Meri - Bandhan
8. Eric Fernandez - Deliciate
9. Bahramji & Mashti - Lovers
10. Ida Cor Feat. Shaggy - Under The Sun (Lenny Ibizarre Remix)
11. Sarma - Remember Me
12. Hp. Hoeger & M. Lackmaier - El Baile
13. Ryukyu Underground - Umaku Kamade
14. Midival Punditz - Tonic
15. Blue Pilot's Project - Air Fiction
16. Goulasch Exotica & Lushlife Project - Keleti Szél
17. Almadrava - La Vie En Rose (Chill Out Mix)

- CD2 (Pink Me Up)

1. DJ Ravin & Carlos Campos - I Must Confess
2. Massivan - 4 Generations
3. Sis N' Jones feat. Isac - Jami
4. Inspiro & Ornella Vanoni - Perduto (Inspired Club Mix)
5. Joey Negro & The Sunburst Band - Man Of War (Henrik Schwarz Remix)
6. Gonul Yazar - Ozledigim Sevgili
7. Chaim - Thrill You
8. Emilio Fernandez - Let It Go (Vocal Mix)
9. Jason Rivas - Carnivale (Club Mix)
10. Mandinga - Calling Trombonika
11. Roy Stroebel & Jerome Isma-Ae - Vila Nova
12. Tommy Vee, Ce Ce Rogers & Mauro Ferruci - Stay (Thomas Gold Vocal Mix)
13. Mario Piu' & Jurgen Cecconi - Ueno Park 5 A.M.
14. Matt Darey & Urban Astronauts feat. Kate Louise Smith - See The Sun (Aurosonic Remix)
15. Dexi - Adela

### Buddha Bar XIII (2011)
Mixed by DJ Ravin and David Visan
| - CD 1 (Mystic Quest) (76 min: 10 s) 1. Ravin, Carlos Campos & David Visan – "Homage to Mr. V" 2. Hardage feat. Jenny Bae – "Lamento" (Sunset Rework) 3. SoulAvenue feat. Shaheen Sheik – "One by One" (Original Mix) 4. Triangle Sun feat. Lena Kaufman – "When You Go Forward" 5. Ganga – "Clouds" 6. Hector Zazou, Barbara Eramo & Stefano Saletti – "I Feel Love" 7. Zeebee – "Be My Sailor" 8. Jojo Effect feat Lain Mackenzie – "Mambo Tonight" 9. Papercut – "Sta Synnefa" 10. Alfida – "Allaya Lee" (Original Mix) 11. Jazzamor – "Time is Running" 12. Nacho Sotomayor – "Timeless" 13. Florzinho – "A La Luna" 14. Nada – "Bamboo Dub" 15. Fuat & Mashti – "Sufisticated" 16. The Spy From Cairo – "Oud Funk" 17. Dunkelbunt feat. Boban i Marko Markovic Orkestar – "Cinnamon Girl" (Radio) | - CD 2 (Secret Bliss) (77 min: 09 s) 1. Laya Project Remix – "Touare" (The Ambergris Remix) 2. Consoul Trainin & Pink Noisy feat. Anastasia Zannis – "Tango to Evora" 3. V-Sag feat. Athina Routsi – "Cancao Do Mar" 4. Blank & Jones with Mystic Diversions – "Quedate" (Blank & Jones Moonshine Mix) 5. DJ Kaan Gokman – "Level Up" 6. Tony Seal – "Danza del Viento" (George Vala & Audioprophecy Remix) 7. MHD – "Arabica" 8. Dimitra Galani – "To Sagapo Borei" (Dimitri Phaze Remix) 9. Sean Bay vs. Medhi Mouelhi feat. Arabella – "Maktoub" 10. Parov Stelar – "The Phantom" (1930 Swing Version) 11. Dr. Kucho – "La Isla" (Original Mix) 12. Jay C & Felix Baumgartner – "Souk" (Original Mix) 13. Caramel Project – "Ya Habibi" 14. Lustral – "Everytime" (Original Mix) 15. Kaya Project – "Sundown"' (EarthRise SoundSystem Remix) |

### Buddha Bar XIV (2012)
Mixed by DJ Ravin
| - CD 1 (Dhimsa) 1. Thor – "Dari Lullaby" 2. Ravin & Carlos Campos – “Romance in Klotild Palace” 3. PrOmid feat. Omid Mahramzadeh – “Far Away” 4. Ambray – “Brahma” 5. ShiftZ feat. Hiba El Mansouri – “Ahwak” 6. Kohib – “Hear This” 7. SoulAvenue feat. Shaheen Sheik – “Different” (SoulAvenue's Boddhisattva Blues) 8. Cayetano – “Fairytales” 9. Duke B – “The Truth” 10. Eric Fernandez – “Cada Dia” 11. Pravana – “Ulluwatu” (Amanaska Remix) 12. Laar meets Zoohacker – “Tilinko” 13. Paolo Rossini – "Floating to the Sun" 14. Ahilea feat. Bella Wagner – “Devil’s Eyes” 15. Ronny Morris – "All About Love" (Ganga Mix) 16. Pierre Ravan & Haldo feat. Parthasarathi Mukherjee & Harshada Jawale – “Nostalgia” (Emotional Lounge Mix) | - CD 2 (Bhangra) 1. 22ROCKETS – "Umma" 2. Rosa Lux feat. Alberte & Josefine Winding – "Min Klub Først" 3. Nora En Pure – “Saltwater” 4. Flo Mrzdk & Juliet Sikora – “Shanti” 5. Nacho Sotomayor – “Return to Mykonos” (PrOmid Remix) 6. Mikael Simpson – “Inden Du Falder I Sovn” (Lulu Rouge Remix) 7. Sugar House feat. Marieke Meijer – “Desire” 8. Vinayak A feat. Dhrithi – “Losing Myself” (Alexey Sonar Remix) 9. Denis Dallan – “Liberta” 10. Consoul Trainin & Pink Noisy – “Litanie des Saints” 11. Rico Bernasconi vs. Sasha Dith – “Bollywood” (Saxo. Club Mix) 12. Alex Barattini – "Let Me Kiss You" 13. Sezer Uysal feat. Chinar – "Baku" (Dinka Remix) 14. Gorins – "I Grieve for Spring" |

### Buddha Bar XV (2013)
Mixed by DJ Ravin
| - CD 1 1. Bliss – "Absence of Fear" 2. Dale Cornelius – "Lament N°2" (Thor Tibetan Bell Edit) 3. Dim Vach – "In Love with a Mermaid" 4. Shaheen Sheik – "Lullaby for Samiyah" 5. Bart&Baker feat. Marcella Puppini – "Stop Googling Me!" (ROGAN "Future Soul" Remix) 6. Balkan Fanatik feat. Prophet (Teruo Artistry) and Janga – "Ha Te Tudnád... / Love Gone Wrong" 7. Yasmine Hamdan – "Shouei" 8. Uttara-Kuru – "Neyuki" 9. Thor – "Chamka" 10. Zoe – "Let Me Go" 11. Stan Kolev – "Anandi" 12. Yin and Yang feat. Tiefblau – "Golden Sun" 13. Mihai Toma – "Flutaka" 14. Niyaz – "Mazaar" 15. George Chatzis – "Thracian Vibe" 16. Ganga feat. Helle Chirholm – "The Wind" 17. SoulAvenue – "Padmasundari" | - CD 2 1. D'Jean & Masonaise – "Indian Man of Trouble" (Mashti Edit) 2. Aki Bergen & Pezzner feat. Terry Grant – "Tarareando" 3. Riva Starr feat. Rssll – "Absence" (Original Extended) 4. Rocco – "Saharien Child" (Original Mix) 5. Andrew Richardson feat. Sarina Suno 'The Violin Diva' – "Hashim Theme" (Original Mix) 6. Niconé & Sascha Braemer feat. Narra – "Raoui" (Original Version) 7. HP. Hoeger – "Delhi Oneway" 8. Bevan Godden & Arnaud D – "Ntobenthle" (Momba Mix) 9. Mariza – "Meu Fado Meu" (Nuno Cunha Souldillaz Remix) 10. Fabrice Dayan & Peter Nalitch – "My Guitar" 11. Mikael Delta – "The Last Storm of Words" (Dimi Phaze Remix) 12. Matvey Emerson – "Luna" (Original Mix) 13. Stan Kolev & Dinka feat. Albena Veskova – "Luminal" (Original Vocal Mix) 14. Sean Bay feat. Arabella – "Maktoub 2" (Original Mix) 15. DJ Kaan Gokman – "Bellycious" |

### Siddharta, Spirit Of Buddha Bar Vol.5 : Budapest
1. OMFO — "Caravanserai" 2:14
2. Mathieu "The Indian" (Original Mix) 4:27
3. Liquid Stranger Lotus 4:44
4. Kaya Project Feat. Deeyah "The Source" 4:14
5. Blue Pilots Project Mamouth 6:15
6. Lal Meri "Lal Meri" 4:39
7. Bahramji "Being With Your" 6:26
8. Eso Es "In The Garden" 5:55
9. Dj Ipek Istanbul Cocuklari 5:27
10. Blank & Jones "Where You Belong" (Poolside House Mix) 6:39
11. Volkan Uça Anatolian Sax 4:35
12. Fluxx & Lola Romance (Max Moroldo Vs Paul & Luke Reloaded Mix) 6:49
13. Zunda Project Sirtaki (Sirtaki Mix) 4:49
14. Shantel Binaz In Dub 4:29
15. Parov Stelar "Your Man" 2:55
16. SALM* feat. Karl Lagerfeld — "Rondo Parisiano" 2:30

### Buddha Bar XVI (2014)
Mixed by DJ Ravin
| - CD1 (Charango) 1. Jacob Gurevitsch – "Lovers In Paris (Original Mix)" 4:51 2. Soul Avenue – "Tamazight" 4:26 3. Ambray – "Who We Are" 4:14 4. Thor – "Nowruz" 3:53 5. Ganga – "Carry You Home (Thor & Ravin Rebirth Remix)" 4:18 6. Max Chorny – "Zaprosi U Sni" 4:38 7. Cambis & Florzinho – "Aman Aman" 5:19 8. Sigh – "Medina Blues" 4:05 9. Michael E – "Promise" 5:07 10. Laidback – "Let The Music Do The Talking" 3:42 11. Akshin Alizadeh – "Deep Inside" 3:31 12. Niyaz – "The Hunt (The Hunt 2013)" 4:12 13. Angel Tears – "Shir" 6:25 14. Stan Kolev & Matan Caspi – "Midnight Caravan" 5:01 15. Nacho Sotomayor – "Opaque (Transparent Remix)" 4:51 16. Dreamers Inc & Makis Ablianitis – "BABA" 6:44 | - CD 2 (Bombo) 1. Yasmine hamdan – "Deny (Holmes Price Remix)" 5:25 2. Parov Stelar Trio – "La Calatrava" 3:40 3. Adham Shaikhs' – "Coupe Decale (Drumspyder Remix)" 6:13 4. Mercan Dede – "Hidden" 4:59 5. Desert Dwellers – "Far From Here (Drumspyder Remix)" 5:24 6. Hinano – "Daer I Pels (Deep Vocal Club Mix)" 3:04 7. Wareika – "La Paloma" 5:29 8. Anthony Romeno Feat. Lady Vale – "Play The Guitar" 6:07 9. Rebeat feat. Shirley Bassey – "If You Go Away" 7:05 10. Sable Sheep – "Upon Burning Skies" 6:49 11. Kadebostany – "Walking With A Ghost (Alceen Remix)" 5:37 12. Riva Starr feat. Carmen Consoli – "No Man's Land (Original Mix)" 6:04 13. Serdar Ayyildiz – "Dualis" 5:10 14. Grand Corps Malade – "Les Voyages En Train" 15. Elissa – "Albi Hases Fik (Club Mix by Fadi Bitar)" 5:47 |

### Buddha Bar XVII (2015)
Mixed by DJ Ravin
| - CD1 Guembri 1. Mihai Toma (featuring Irene) – "Ena" 4:15 2. Soapkills – "Marra Fi Ghnina" 4:41 3. Faud Almuqtadir & Armeen Musa – "Bhromor Koio Giya2 5:04 4. Thor – "Sunrise over Ganges" 5:08 5. Soulavenue – "Stronger by Me (Kerala Beach Mix)" 4:29 6. The Ukulele Orchestra of Great Britain & Ibiza Air – "Bang Bang (YuYuMa Chill Out Remix)" 5:39 7. Fakear – "Damas" 4:18 8. Bandish Projekt – "Alchemy" 5:01 9. Bobbi Walker – "Spellbreaker (Deep Chill Deluxe)"' 4:14 10. Troels Hammer – "Run King" 4:34 11. The Kenneth Bager Experience – "Stuck in a Lie (Ole Fonken Remix)" 5:29 12. Eccodek – "In Confidence" 4:49 13. Les Au Revoir – "Tha Ksanartheis (Kled Moné Radio Edit)" 4:14 14. Dans & Lær – "Gulbug" 3:25 15. Caravane – "Imout Rih" 5:07 16. Lucci Capri – "Kilimanjaro" 7:14 | - CD2 Bendir 1. Pattern Drama – "Girar O Mundo" 5:27 2. Oum – "Lik (Mashti & Polyesta Remix for Womex 14)" 5:25 3. Jose Manuel – "Mantra" 5:27 4. I Am Oak – "On Trees and Birds and Fire (Sam Feldt & Bloombox Remix)" 3:49 5. Kiasmos – "Looped" 5:04 6. DJ Ravin (Featuring Theodosii Spassov) – "Sakar Melody (Ravin & Thor Mix)" 6:31 7. Anton Ishutin – "Deeply in My Soul" 7:06 8. Truss Rod – "Run Wild (Deeprock Extended Mix)" 4:50 9. Thor – "Punjab Funk" 5:02 10. SRTW – "We Were Young (Extended Master)" 5:07 11. Alsarah & The Nubatones – "Wad Alnuba (Captain Planet Remix)" 4:31 12. Sara – "Tounkan (Captain Planet Remix)" 5:48 13. Bart&Baker – "What Can I Do for You (Nicola Conte Radio Remix)" 5:29 14. Hot Casandra – "Operatic Female Having a Crack" 5:30 15. Hinano – "Vaerst for Dig (Yasmine Edit)" 3:59 |

### Buddha Bar XVIII (2016)
Mixed by DJ Ravin and Sam Popat
| - CD1 (Chill with Ravin) 1. Ambray – "Azure" 4:27 2. Lena Kaufman – "Blessed Is Who Realized Himself (Thor Deep Trip Vocal)" 3:20 3. Thomas Blondet – "Un Amor (feat. Carol C)" 4:48 4. 55 Cancri e – "Vaggvisa" 3:58 5. Fondue – "Absolem (Afterlife Mix)" 4:45 6. Dom La Nena – "Menina Dos Olhos Azuis (Piers Faccini Remix)" 2:55 7. Angel Tears & Sagi Ohayon – "Ya Mamma" 5:12 8. Kid Moxie – "Shadow Heart (Hp Hoeger & Rusty Egan Remix)" 5:28 9. Mashti – "Dahraram" 4:14 10. Jacob Gurevitsch – "Tiden Der Forstar" 4:43 11. Bombay Dub Orchestra – "Egypt By Air (Earthrise SoundSystem Remix)" 6:37 12. Eccodek – "The Big Man (Rise Ashen Remix)" 5:01 13. Red Axes – "Sabor (feat. Abrão)" 5:45 14. Second Sky – "Dragon Fly" 3:36 15. Troels Hammer – "Madsi" 5:34 | - CD2 (Party with Sam) 1. Dreamers Inc – "Alladin's Wish (feat. Billy Esteban)" 5:38 2. Andre Rizo – "Tamana (feat. Niyaz)" 3:58 3. Dole & Kom – "Away" 4:06 4. Sam Popat – "Puga Land (Original Mix)" 3:54 5. Jaceo – "Jolgorio (Original Mix)" 3:54 6. Shaman & Sam Popat – "Karma Kandara" 3:46 7. Fabrice Dayan – "La Maza (Original Mix)" 3:59 8. Andre Rizo – "Colindul Cerbui (feat. Narcia Suciu)" 4:46 9. Dole & Kom – "Fly Bar (feat. Seth Schwarz)" 6:08 10. SIS – "Sombra India (feat. Eduardo Castillo, Eduardo Castillo Remix)" 5:42 11. Dele Sosimi Afrobeat Orchestra – "Too Much Information (Laolu Remix Edit)" 7:13 12. Dan Marciano – "Unlimited (Original Mix)" 5:09 13. Bernstein & Rivera – "Deep (Wally Lopez Mix)" 5:01 14. Gauthier DM – "Irma" 3:05 15. Rivers – "Soft (Dani Zavera Remix)" 4:51 |